# Osornophryne angel
Osornophryne angel é uma espécie de anfíbio anuro da família Bufonidae. É endémica do Equador.